# Offese al pudore e all'onore sessuale
Le disposizioni in tema di offese al pudore e all'onore sessuale nell'ordinamento giuridico italiano sono contenute negli articoli 527-538 del codice penale, raggruppati nel Capo II, Titolo VIII, Libro II.
La nuova coscienza giuridica ha portato ad un ridimensionamento del concetto di offese al pudore, con uno spostamento dell'attenzione del bene protetto.
Oltre al reato di atti osceni, sono puniti come ipotesi autonome di reato anche le pubblicazioni e spettacoli osceni. 
I reati connessi con la prostituzione (art. 531- 537) sono stati sostituiti dalle specifiche disposizioni della legge 20 febbraio 1958, n 75. 
La corruzione di minorenne, prevista originariamente dall'art 530, è stata ora ricompresa nei delitti contro la libertà personale per effetto dell'art. 1 della legge 15 febbraio 1966, n. 66, ed ha assunto la numerazione 609 quinquies.